# Assimilatie (taalkunde)
Assimilatie is een fonologisch proces waarbij een klanksegment (in de regel een medeklinker) gedeeltelijk of volledig verbonden wordt met een naburige klank. Dit proces kan men zowel synchroon bekijken (direct, tijdens het spreken) als diachroon (als het definitieve resultaat van een historische ontwikkeling). Het tegengestelde proces van assimilatie wordt dissimilatie genoemd.
Concreet kan assimilatie gedefinieerd worden op basis van enkele distincties: lokale assimilatie tegenover harmonie; progressieve tegenover regressieve assimilatie; en totale assimilatie tegenover partiële assimilatie. Twee ietwat apartere (en meer omstreden) verschijnselen zijn  wederkerige assimilatie en sandhi.

## Lokale assimilatie en harmonie
In eerste instantie wordt door linguïsten het onderscheid gemaakt tussen lokale assimilatie of contactassimilatie enerzijds, en lange-afstandsassimilatie of harmonie anderzijds.
- De term lokale assimilatie wordt gebruikt, wanneer twee klanken die precies aan elkaar grenzen, assimileren[3]
  - Dat is bijvoorbeeld het geval wanneer men spontaan het woord 'zakdoek' uitspreekt. De stemloze occlusief 'k' wordt daar onder invloed van de stemhebbende occlusief 'd' eveneens stemhebbend, en wordt op die manier uitgesproken zoals de [g] in het Franse garçon.
  - Diachroon zien we lokale assimilatie bijvoorbeeld terug bij de ontwikkeling van de Middelnederlandse combinatie [ŋg] tot [ŋ], zoals bij de evolutie van ons woord koning uit coninghe (uitgesproken [ko.niŋgə]) gebeurd is.[4]
- De term harmonie wordt gebruikt voor assimilatie bij twee klanken die niet aan elkaar grenzen. Die klanken bevinden zich normaal gezien wel binnen hetzelfde woord.[5]
  - Een voorbeeld van harmonie vindt men terug bij het Oud-Engelse fōt (‘voet’), waar in het meervoudige fēt de oorspronkelijke vocaal gewijzigd werd onder invloed van een tweede syllabe in de oudere vorm *fōti.[6]

## Progressief en regressief
Het Nederlands kent ook het onderscheid tussen progressieve en regressieve assimilatie, een onderscheid dat steunt op de richting van het proces:
- Bij progressieve assimilatie (ook wel persevererende assimilatie genoemd[7]) neemt een klank kenmerken over van een daaraan voorafgaande klank.[8]
  - Wanneer in het Nederlands bijvoorbeeld na een [f], [s], [χ] een [v], [z] of [ɣ] volgt, dan worden die laatste stemhebbende medeklinkers stemloos uitgesproken. Dat is bijvoorbeeld het geval in het woord ‘afzakken’, waar de stemhebbende fricatief 'z' in de uitspraak overeenkomstig met de voorafgaande stemloze fricatief 'f' eveneens stemloos wordt.
  - Ook wanneer in het Nederlands na een [p], [t] of [k] een [v], [z] of [ɣ] volgt, worden die laatste medeklinkers stemloos, bijvoorbeeld in een woord als 'bakzeil' (uitgesproken als ba[ks]eil).[9]
- Bij regressieve assimilatie (ook wel retrogressieve of anticiperende assimilatie genoemd), neemt een klank kenmerken over van een daarop volgende klank.[8]
  - In het Nederlands vindt regressieve assimilatie onder andere plaats wanneer na een [p], [t] of [k] een [b] of [d] volgt. Dit was bijvoorbeeld het geval bij het eerdere vermelde 'zakdoek'.[9]

## Partiële en totale assimilatie
Een derde onderscheid wordt gemaakt tussen partiële assimilatie en totale assimilatie.
- Bij partiële assimilatie neemt een klank slechts gedeeltelijk, maar niet alle kenmerken over van een naburige klank. Concreet maken linguïsten, waaronder bv. Smith & McCarthy ([2003]: 320), het onderscheid tussen:
  - Assimilatie van plaats, waarbij enkel de articulatieplaats van een bepaalde klank verandert. Dat is bijvoorbeeld het geval bij nasale assimilatie, waarbij een nasaal zijn articulatieplaats verandert door de medeklinker, vaak een occlusief, die volgt. Synchroon betekent dit bijvoorbeeld de uitspraak van 'een boom' als 'ee[m] boom'. Diachroon uit zich dat bijvoorbeeld in de schrijfwijze van 'in' + 'moreel'  als 'immoreel'.
  - Assimilatie van stem, waarbij een klank stemhebbend of stemloos wordt, naargelang de invloed van de naburige klank. Bij de uitspraak van eerdere voorbeelden als 'zakdoek', 'bakzeil' e.d. is dat bijvoorbeeld het geval.
  - Palatalisatie, waarbij medeklinkers, gevolgd door een i of een j, net zoals die laatste een palataal karakter krijgen. Dit zien we bijvoorbeeld bij de uitspraak van 'huisje' als [hœysʲə].
- Bij totale assimilatie neemt een klank álle kenmerken over van een andere en wordt zo identiek aan die klank. 
  - Synchroon gezien uit zich dat in degeminatie, waarbij twee naburige klanken worden uitgesproken als een. De uitspraak van 'lachgas' is in spontaan taalgebruik dan ook 'la[χ]as'. Ook een woord als 'afvragen' (a[f]ragen) kan gezien worden als totale assimilatie.[10]
  - Diachroon zien we totale assimilatie terug bij ontwikkelingen zoals die van het Franse femme uit het Latijnse femina, waarbij de [n] onder invloed van de [m] eveneens bilabiaal werd.[8]

## Wederkerige assimilatie
Een beetje apart misschien staat wederkerige assimilatie. In dat geval beïnvloedt niet één klank een andere, maar beïnvloeden beide klanken elkaar (en is de assimilatie dus tegelijk progressief én regressief). Volgens Harttman en Stork (1972: 21) zou dat bijvoorbeeld het geval zijn bij de uitspraak van het Engelse woord ‘seven’ als [sebm]. Daar is de labiodentale [v] dan een bilabiale [b] geworden, en heeft die klank op zijn beurt de alveolaire [n] in een bilabiale [m] doen veranderen.

## Sandhi
Een iets complexer begrip is de term sandhi. Algemeen wordt onder sandhi "een verzamelterm voor fonologische regels die op de grens van twee woorden of morfemen optreden" verstaan. Binnen deze definitie is elke assimilatie dus zo goed als altijd een vorm van 'sandhi'. O.a. Smedts & Van Belle ([2011]: 53) maken echter het onderscheid tussen 'sandhi' of uitwendige assimilatie enerzijds (assimilatie over woordgrenzen heen) en inwendige assimilatie anderzijds (assimilatie op morfeemgrenzen binnen één woord). Nog anderen bestrijden dan weer überhaupt het gebruik van de term 'sandhi' in verband met assimilatie.